# Atletica leggera ai Giochi della XXVIII Olimpiade - Staffetta 4×100 metri femminile

Video della Finale

La staffetta 4×100 metri ha fatto parte del programma di atletica leggera femminile ai Giochi della XXVIII Olimpiade. La competizione si è svolta nei giorni 26 e 27 agosto 2004 allo Stadio Olimpico di Atene.

## Presenze ed assenze delle campionesse in carica
| Competizione      | Atleta      | Prestazione | Atene 2004 |
| ----------------- | ----------- | ----------- | ---------- |
| Olimpiadi 2000    | Bahamas     | 41”95       | Presenti   |
| Commonwealth 2002 | Bahamas     | 42”44       | Presenti   |
| Europei 2002      | Francia     | 42”46       | Presente   |
| Asiatici 2002     | Cina        | 43”84       | Non qual.  |
| Panamericani 2003 | Stati Uniti | 43”06       | Presenti   |
| Africani 2003     | Nigeria     | 43”04       | Presente   |
| Mondiali 2003     | Francia     | 41”78       | Presente   |

## Finale
| Pos    | Paese       | Atleta                                                                       | Tempo |
| ------ | ----------- | ---------------------------------------------------------------------------- | ----- |
|        | Giamaica    | Tayna Lawrence Sherone Simpson Aleen Bailey Veronica Campbell                | 41"73 |
|        | Russia      | Ol'ga Fëdorova Julija Tabakova Irina Chabarova Larisa Kruglova               | 42"27 |
|        | Francia     | Véronique Mang Muriel Hurtis Sylviane Félix Christine Arron                  | 42"54 |
| 4      | Bahamas     | Timicka Clarke Chandra Sturrup Shandria Brown Debbie Ferguson                | 42"69 |
| 5      | Bielorussia | Julija Nescjarėnka Natallja Safronnikava Alena Neŭmjarž'ickaja Aksana Dragun | 42"94 |
| 6      | Belgio      | Katleen De Caluwe Lien Huyghebaert Élodie Ouédraogo Kim Gevaert              | 43"11 |
| 7      | Nigeria     | Gloria Kemasuode Mercy Nku Oludamola Osayomi Endurance Ojokolo               | 43"42 |
| Squal. | Stati Uniti | Angela Williams Marion Jones Lauryn Williams LaTasha Colander                |       |